# Nicole Germain
Nicole Germain, née à Montréal le 29 novembre 1916 et morte le 11 février 1994 à Montréal, est une actrice et journaliste québécoise.

## Biographie
Nicole Germain, née Marcelle Françoise Maximilienne Landreau, est la fille de Georges Landreau, professeur, et de Maria-Joseph de Glasland.  Elle a eu une formation de comédienne au Conservatoire Lassalle de Montréal, fondé par son grand-père Eugène Lassalle. 
Très jeune (en 1939), elle commence à jouer dans de nombreux feuilletons radiophoniques dont Ceux qu'on aime, dans lequel elle a prêté sa voix pendant quinze ans à l'héroïne Louise Lanoix, et Francine Louvain, dont elle a tenu le rôle-titre pendant douze ans. Elle devient rapidement une vedette populaire et on lui décerne le titre de "Miss Radio" en 1946. 
Elle a été la première image connue de Donalda dans le film Un homme et son péché (1949) et, par la suite, elle a joué dans plusieurs autres films du cinéma québécois naissant tel La Forteresse, avec Paul Dupuis, et Le Rossignol et les Cloches.
Elle a aussi été journaliste et animatrice à la télévision pour plusieurs émissions féminines, dont Femmes d'aujourd'hui et Pour vous mesdames. Comme animatrice, elle a connu, dans les années 1970, de grands succès à Télé-Métropole. Comédienne de formation, elle a contribué au succès du téléroman Les Berger.
Le 23 juin 1937, à la basilique Notre-Dame de Montréal, elle épouse Yves Bourassa, animateur de radio.  Celui-ci décède à Montréal le 4 juin 1982. Le 18 septembre 1982 à St-Sauveur-des-Monts, à l'âge de 64 ans, elle épouse le juge et député Édouard Rinfret. Elle termine sa carrière, à 70 ans, en devenant en 1987 l'animatrice de Retraite-Action à Radio-Québec.
Le fonds d'archives de Nicole Germain est conservé au centre d'archives de Montréal de Bibliothèque et Archives nationales du Québec.

## Cinéma et télévision
- 1947 : La Forteresse : Marie Roberts
- 1949 : Un homme et son péché (film) : Donalda
- 1950 : Séraphin (une suite du film Un homme et son péché de 1949) : Donalda
- 1952 : Le Rossignol et les Cloches : Nicole Payette
- 1962 : Histoires extraordinaires : Le Horla : rôle inconnu
- 1965 - 1982 : Femmes d'aujourd'hui : journaliste
- 1970 - 1978 : Les Berger (série télévisée) : Nathalie Beaulieu

## Récompenses et nominations
- Nicole Germain a été élue Miss Radio 1946
- Elle fut présidente du Conservatoire Lassalle dans les années 1960
- Elle a été décorée de l'Ordre du Canada en 1974.

## Sources
- « Nicole Germain » (présentation), sur l'Internet Movie Database